# 阿凱夫斯 (塞琉古一世之子)
阿凱夫斯（前三世紀人物），是塞琉古帝國王族，還是帝國建立者塞琉古一世和王后阿帕瑪的次子，因此他具有東方血統。阿凱夫斯有三個兄弟姊妹，哥哥是塞琉古國王安條克一世，兩個姊妹是阿帕瑪和勞迪絲。
阿凱夫斯因為他的王族身份使他很有錢且在安那托利亞擁有大筆地產。而在安條克一世統治期間凱爾特人大舉來襲，阿凱夫斯資助人們抵抗蠻族，而當人們因為幫助安條克一世和阿凱夫斯抵抗而被蠻族俘虜時，阿凱夫斯為他們付出贖金。最終安條克一世在大象戰役（elephant battle）擊敗凱爾特人，獲得勝利。
那些受到阿凱夫斯幫助的人們為他的善行立了石碑，並把它立在巴巴科墨（Babakome）的宙斯神殿和奇狄俄科墨（Kiddioukome）的阿波羅神殿中，而那些被阿凱夫斯解救的後代將在以後的公開節日為他獻上榮譽之位，並每年為阿凱夫斯在宙斯神殿上獻祭一隻公牛。
阿凱夫斯娶了一位不知其名的希臘婦女，他們生下5個孩子，分別為兒子亞歷山大、安德羅馬庫斯；女兒勞迪絲一世和勞迪絲二世和安條尼絲。